# Asseco
Asseco este o companie de IT din Polonia.
Asseco este cel mai mare producător de soluții software din Europa Centrală și oferă o gamă largă de sisteme complete din domeniul IT pentru sectorul bancar, financiar, pentru intreprinderile mici și mijlocii și administrație publică.
Asseco a preluat în luna mai 2007, prin intermediul filialei din România, câte 70 % dintre acțiunile companiilor românești Fiba Software și Net Consulting pentru 5,85 milioane de euro, respectiv 9,78 milioane euro
În decembrie 2009 Asseco a preluat furnizorul român de soluții IT Probass, pentru suma de 7,7 milioane euro.